# Großer Preis von Belgien 1981
Der Große Preis von Belgien 1981 (offiziell XXXIX Grote Prijs van Belgie) fand am 17. Mai auf dem Circuit Zolder in Zolder-Terlaemen statt und war das fünfte Rennen der Formel-1-Weltmeisterschaft 1981.

## Berichte

### Hintergrund
Da seit Beginn der Saison durch das Concorde Agreement eine gewisse Kontinuität in der Formel-1-WM sichergestellt wurde, kam es fortan während der Saison zu weniger Veränderungen innerhalb der Meldelisten zwischen den einzelnen Grand Prix, als dies zuvor der Fall gewesen war. Die Rennserie wurde durch klare Vorgaben strukturierter und ließ sich dadurch besser vermarkten, was insbesondere den Zielen des FOCA-Gründers Bernie Ecclestone entsprach. Mit Toleman war seit dem Großen Preis von San Marino 1981 ein weiteres Team vertreten. Da zum Belgien-GP auch Lotus wieder ins Teilnehmerfeld zurückkehrte, wurde die festgelegte Grenze von 32 gemeldeten Fahrzeugen pro Grand Prix erreicht. Das ATS Racing Team erklärte sich daraufhin bereit, fortan wieder auf einen zweiten Wagen zu verzichten, um diese Maximalzahl nicht zu überschreiten. Man entschied sich für Slim Borgudd anstelle von Jan Lammers.
Bei Osella übernahm der italienische Debütant Piercarlo Ghinzani die Vertretung für den verletzten Miguel Ángel Guerra.
Didier Pironi bestritt seinen 50. Grand Prix.

### Training
Während des ersten Qualifikationstrainings am Freitagnachmittag kam es in der Boxengasse zu einem schweren Unfall, als Carlos Reutemann einem Osella-Mechaniker, der stolperte und von der Boxenmauer fiel, nicht ausweichen konnte und ihn so schwer verletzte, dass er drei Tage später im Krankenhaus starb. Einige Fahrer beklagten daraufhin das sehr dichte Gedränge in der Boxengasse.
Obwohl er unter dem Eindruck des Unfalls stand, qualifizierte sich Reutemann für die Pole-Position vor Nelson Piquet, Pironi und Riccardo Patrese.
Da der Bodenabstand des Williams FW07C von Alan Jones nicht den geforderten sechs Zentimetern entsprach, wurde ihm seine beste Rundenzeit des ersten Qualifikationstrainings aberkannt. Aus dem gleichen Grund wurden Derek Daly sämtliche Zeiten, die er während des Trainings erzielt hatte, gestrichen.
Aufgrund von Regen waren am Samstag keine Zeitverbesserungen zu erwarten. Einige Fahrer verzichteten daher auf eine Teilnahme am zweiten Qualifikationstraining.

### Rennen
Kurz vor dem Start demonstrierten Mechaniker aller Teams angesichts des zwei Tage zuvor passierten Unfalls für bessere Sicherheitsbestimmungen in der Boxengasse. Einige Fahrer verließen daraufhin spontan ihre in der Startaufstellung stehenden Wagen und schlossen sich dem Protest aus Solidarität an. Als der Rennleiter kurz darauf dennoch die Einführungsrunde freigab, kam es zu einem Chaos, da einige Wagen mit leerem Cockpit stehen blieben. Piquet verlor dadurch die Orientierung und verpasste am Ende der Runde seine Startposition, sodass er allein eine weitere Aufwärmrunde absolvieren musste. Da die restlichen Fahrzeuge währenddessen in der Startaufstellung zu überhitzen drohten, schalteten einige Fahrer die Motoren aus, da sie im Anschluss eine weitere Einführungsrunde für alle Teilnehmer erwarteten. Stattdessen wurde der normale Startvorgang eingeleitet, nachdem Piquet seine Position eingenommen hatte. Patrese gehörte zu denjenigen, die davon überrascht wurden. Da er seinen Motor nicht selbstständig wieder starten konnte, machte er zur Warnung mit deutlichen Winkzeichen auf sich aufmerksam und ein Mechaniker eilte herbei. Trotzdem wurde das Rennen freigegeben. Alle Fahrer bis auf Patreses Teamkollege Siegfried Stohr schafften es, rechtzeitig auszuweichen. Stohr jedoch prallte in das Heck seines Teamkollegen, wodurch ein zweiter Mechaniker an diesem Wochenende verletzt wurde. Er überlebte jedoch.
Als Piquet und Reutemann als Führende nach der ersten Runde die Unfallstelle passierten, verringerten sie ihre Geschwindigkeit. Da weiterhin Trümmerteile und ein Krankenwagen die Strecke teilweise blockierten, hielten die übrigen Fahrer an und sorgten somit selbstständig für einen Rennabbruch, ohne dass ihnen die rote Flagge gezeigt wurde.
Das Team Arrows nahm nicht am Neustart teil. Pironi ging in Führung vor Reutemann und Piquet. Jones überholte in der zweiten Runde zunächst John Watson und im zehnten Umlauf seinen Teamkollegen Reutemann. Eine Runde später führte eine Kollision zwischen Jones und Piquet im Duell um den zweiten Rang zu einem Unfall des Brasilianers. In der 13. Runde übernahm Jones die Führung von Pironi. Als er in Runde 19 durch einen Unfall ausschied, übernahm sein Teamkollege Reutemann die Spitzenposition. Dieser gewann schließlich vor Jacques Laffite und Nigel Mansell.
Als Konsequenz aus dem Startunfall wurde die bis heute gültige Regel eingeführt, dass alle Mechaniker die Startaufstellung spätestens 15 Sekunden vor dem Beginn der Einführungsrunde verlassen haben müssen.

## Meldeliste
| Team                           | Nr. | Fahrer                | Chassis         | Motor                    | Reifen |
| ------------------------------ | --- | --------------------- | --------------- | ------------------------ | ------ |
| Albilad-Williams Racing Team   | 01  | Alan Jones            | Williams FW07C  | Ford Cosworth DFV 3.0 V8 | M      |
| Albilad-Williams Racing Team   | 02  | Carlos Reutemann      | Williams FW07C  | Ford Cosworth DFV 3.0 V8 | M      |
| Tyrrell Racing Team            | 03  | Eddie Cheever         | Tyrrell 010     | Ford Cosworth DFV 3.0 V8 | M      |
| Tyrrell Racing Team            | 04  | Michele Alboreto      | Tyrrell 010     | Ford Cosworth DFV 3.0 V8 | M      |
| Parmalat Racing Team           | 05  | Nelson Piquet         | Brabham BT49C   | Ford Cosworth DFV 3.0 V8 | M      |
| Parmalat Racing Team           | 06  | Héctor Rebaque        | Brabham BT49C   | Ford Cosworth DFV 3.0 V8 | M      |
| Marlboro McLaren International | 07  | John Watson           | McLaren MP4/1   | Ford Cosworth DFV 3.0 V8 | M      |
| Marlboro McLaren International | 08  | Andrea de Cesaris     | McLaren M29F    | Ford Cosworth DFV 3.0 V8 | M      |
| Team ATS                       | 09  | Slim Borgudd          | ATS D4          | Ford Cosworth DFV 3.0 V8 | M      |
| Team Essex Lotus               | 11  | Elio de Angelis       | Lotus 81B       | Ford Cosworth DFV 3.0 V8 | M      |
| Team Essex Lotus               | 12  | Nigel Mansell         | Lotus 81B       | Ford Cosworth DFV 3.0 V8 | M      |
| Ensign Racing                  | 14  | Marc Surer            | Ensign N180B    | Ford Cosworth DFV 3.0 V8 | M      |
| Équipe Renault Elf             | 15  | Alain Prost           | Renault RE20B   | Renault EF1 1.5 V6t      | M      |
| Équipe Renault Elf             | 16  | René Arnoux           | Renault RE20B   | Renault EF1 1.5 V6t      | M      |
| March Grand Prix Team          | 17  | Eliseo Salazar        | March 811       | Ford Cosworth DFV 3.0 V8 | M      |
| March Grand Prix Team          | 18  | Derek Daly            | March 811       | Ford Cosworth DFV 3.0 V8 | M      |
| Fittipaldi Automotive          | 20  | Keke Rosberg          | Fittipaldi F8C  | Ford Cosworth DFV 3.0 V8 | A      |
| Fittipaldi Automotive          | 21  | Chico Serra           | Fittipaldi F8C  | Ford Cosworth DFV 3.0 V8 | M      |
| Marlboro Team Alfa Romeo       | 22  | Mario Andretti        | Alfa Romeo 179C | Alfa Romeo 1260 3.0 V12  | M      |
| Marlboro Team Alfa Romeo       | 23  | Bruno Giacomelli      | Alfa Romeo 179C | Alfa Romeo 1260 3.0 V12  | M      |
| Équipe Talbot Gitanes          | 25  | Jean-Pierre Jabouille | Ligier JS17     | Matra MS81 3.0 V12       | M      |
| Équipe Talbot Gitanes          | 26  | Jacques Laffite       | Ligier JS17     | Matra MS81 3.0 V12       | M      |
| Scuderia Ferrari SpA SEFAC     | 27  | Gilles Villeneuve     | Ferrari 126CK   | Ferrari 021 1.5 V6t      | M      |
| Scuderia Ferrari SpA SEFAC     | 28  | Didier Pironi         | Ferrari 126CK   | Ferrari 021 1.5 V6t      | M      |
| Ragno Arrows Beta Racing Team  | 29  | Riccardo Patrese      | Arrows A3B      | Ford Cosworth DFV 3.0 V8 | M      |
| Ragno Arrows Beta Racing Team  | 30  | Siegfried Stohr       | Arrows A3B      | Ford Cosworth DFV 3.0 V8 | M      |
| Osella Squadra Corse           | 31  | Piercarlo Ghinzani    | Osella FA1B     | Ford Cosworth DFV 3.0 V8 | M      |
| Osella Squadra Corse           | 32  | Beppe Gabbiani        | Osella FA1B     | Ford Cosworth DFV 3.0 V8 | M      |
| Theodore Racing Team           | 33  | Patrick Tambay        | Theodore TY01   | Ford Cosworth DFV 3.0 V8 | M      |
| Candy Toleman Motorsport       | 35  | Brian Henton          | Toleman TG181   | Hart 415T 1.5 L4t        | P      |
| Candy Toleman Motorsport       | 36  | Derek Warwick         | Toleman TG181   | Hart 415T 1.5 L4t        | P      |

## Klassifikationen

### Qualifying
| Pos. | Fahrer                | Konstrukteur    | Qualifikationstraining 1 | Qualifikationstraining 1 | Qualifikationstraining 2 | Qualifikationstraining 2 | Start |
| Pos. | Fahrer                | Konstrukteur    | Zeit                     | Ø-Geschwindigkeit        | Zeit                     | Ø-Geschwindigkeit        | Start |
| ---- | --------------------- | --------------- | ------------------------ | ------------------------ | ------------------------ | ------------------------ | ----- |
| 01   | Carlos Reutemann      | Williams-Ford   | 1:22,28                  | 186,475 km/h             | 1:36,27                  | 159,377 km/h             | 01    |
| 02   | Nelson Piquet         | Brabham-Ford    | 1:23,13                  | 184,569 km/h             | keine Zeit               | –                        | 02    |
| 03   | Didier Pironi         | Ferrari         | 1:23,47                  | 183,817 km/h             | 1:36,76                  | 158,570 km/h             | 03    |
| 04   | Riccardo Patrese      | Arrows-Ford     | 1:23,67                  | 183,378 km/h             | 1:38,28                  | 156,117 km/h             | 04    |
| 05   | John Watson           | McLaren-Ford    | 1:23,73                  | 183,246 km/h             | 1:30,92                  | 168,755 km/h             | 05    |
| 06   | Alan Jones            | Williams-Ford   | 1:23,82                  | 183,049 km/h             | 1:27,43                  | 175,491 km/h             | 06    |
| 07   | Gilles Villeneuve     | Ferrari         | 1:23,94                  | 182,788 km/h             | 1:27,33                  | 175,692 km/h             | 07    |
| 08   | Eddie Cheever         | Tyrrell-Ford    | 1:24,38                  | 181,835 km/h             | 1:31,00                  | 168,607 km/h             | 08    |
| 09   | Jacques Laffite       | Ligier-Matra    | 1:24,41                  | 181,770 km/h             | 1:44,07                  | 147,432 km/h             | 09    |
| 10   | Nigel Mansell         | Lotus-Ford      | 1:24,44                  | 181,705 km/h             | keine Zeit               | –                        | 10    |
| 11   | Keke Rosberg          | Fittipaldi-Ford | 1:24,46                  | 181,662 km/h             | keine Zeit               | –                        | 11    |
| 12   | Alain Prost           | Renault         | 1:24,63                  | 181,297 km/h             | 1:43,35                  | 148,459 km/h             | 12    |
| 13   | Siegfried Stohr       | Arrows-Ford     | 1:24,66                  | 181,233 km/h             | keine Zeit               | –                        | 13    |
| 14   | Elio de Angelis       | Lotus-Ford      | 1:24,96                  | 180,593 km/h             | keine Zeit               | –                        | 14    |
| 15   | Marc Surer            | Ensign-Ford     | 1:25,19                  | 180,106 km/h             | keine Zeit               | –                        | 15    |
| 16   | Jean-Pierre Jabouille | Ligier-Matra    | 1:25,28                  | 179,916 km/h             | 1:38,87                  | 155,186 km/h             | 16    |
| 17   | Bruno Giacomelli      | Alfa Romeo      | 1:25,31                  | 179,852 km/h             | 1:37,77                  | 156,932 km/h             | 17    |
| 18   | Mario Andretti        | Alfa Romeo      | 1:25,56                  | 179,327 km/h             | 1:32,17                  | 166,466 km/h             | 18    |
| 19   | Michele Alboreto      | Tyrrell-Ford    | 1:25,91                  | 178,596 km/h             | 1:32,21                  | 166,394 km/h             | 19    |
| 20   | Chico Serra           | Fittipaldi-Ford | 1:25,93                  | 178,555 km/h             | keine Zeit               | –                        | 20    |
| 21   | Héctor Rebaque        | Brabham-Ford    | 1:26,52                  | 177,337 km/h             | 2:49,14                  | 90,713 km/h              | 21    |
| 22   | Beppe Gabbiani        | Osella-Ford     | 1:26,69                  | 176,989 km/h             | keine Zeit               | –                        | 22    |
| 23   | Andrea de Cesaris     | McLaren-Ford    | 1:26,95                  | 176,460 km/h             | 1:30,99                  | 168,625 km/h             | 23    |
| 24   | Piercarlo Ghinzani    | Osella-Ford     | 1:27,48                  | 175,391 km/h             | keine Zeit               | –                        | 24    |
| DNQ  | René Arnoux           | Renault         | 1:27,93                  | 174,493 km/h             | 1:30,71                  | 169,146 km/h             | –     |
| DNQ  | Eliseo Salazar        | March-Ford      | 1:28,38                  | 173,605 km/h             | 1:35,66                  | 160,393 km/h             | –     |
| DNQ  | Slim Borgudd          | ATS-Ford        | 1:28,98                  | 172,434 km/h             | 1:35,79                  | 160,175 km/h             | –     |
| DNQ  | Patrick Tambay        | Theodore-Ford   | keine Zeit               | –                        | 1:32,47                  | 165,926 km/h             | –     |
| DNQ  | Derek Warwick         | Toleman-Hart    | 1:35,97                  | 159,875 km/h             | keine Zeit               | –                        | –     |
| DNQ  | Brian Henton          | Toleman-Hart    | 1:36,37                  | 159,211 km/h             | 1:42,95                  | 149,035 km/h             | –     |
| DSQ  | Derek Daly            | March-Ford      | keine Zeit               | –                        | keine Zeit               | –                        | –     |

Anmerkungen
1. ↑  Wegen zu geringen Bodenabstandes seines Wagens wurden die von Daly erzielten Rundenzeiten gestrichen.

### Rennen
| Pos. | Fahrer                | Konstrukteur    | Runden | Stopps | Zeit       | Start | Schnellste Runde |
| ---- | --------------------- | --------------- | ------ | ------ | ---------- | ----- | ---------------- |
| 01   | Carlos Reutemann      | Williams-Ford   | 54     | 0      | 1:16:31,61 | 01    | 1:23,30 (37.)    |
| 02   | Jacques Laffite       | Ligier-Matra    | 54     | 0      | + 36,06    | 09    | 1:23,65          |
| 03   | Nigel Mansell         | Lotus-Ford      | 54     | 0      | + 43,69    | 10    | 1:24,43          |
| 04   | Gilles Villeneuve     | Ferrari         | 54     | 0      | + 47,64    | 07    | 1:24,65          |
| 05   | Elio de Angelis       | Lotus-Ford      | 54     | 0      | + 49,20    | 14    | 1:24,50          |
| 06   | Eddie Cheever         | Tyrrell-Ford    | 54     | 0      | + 52,51    | 08    | 1:24,21          |
| 07   | John Watson           | McLaren-Ford    | 54     | 0      | + 1:01,66  | 05    | 1:24,36          |
| 08   | Didier Pironi         | Ferrari         | 54     | 0      | + 1:32,04  | 03    | 1:24,82          |
| 09   | Bruno Giacomelli      | Alfa Romeo      | 54     | 0      | + 1:35,58  | 17    | 1:24,73          |
| 10   | Mario Andretti        | Alfa Romeo      | 53     | 0      | + 1 Runde  | 18    | 1:25,82          |
| 11   | Marc Surer            | Ensign-Ford     | 52     | 0      | + 2 Runden | 15    | 1:25,23          |
| 12   | Michele Alboreto      | Tyrrell-Ford    | 52     | 1      | + 2 Runden | 19    | 1:26,71          |
| 13   | Piercarlo Ghinzani    | Osella-Ford     | 50     | 1      | + 4 Runden | 24    | 1:26,58          |
| –    | Héctor Rebaque        | Brabham-Ford    | 39     | 0      | DNF        | 21    | 1:23,74          |
| –    | Jean-Pierre Jabouille | Ligier-Matra    | 35     | 3      | DNF        | 16    | 1:25,25          |
| –    | Chico Serra           | Fittipaldi-Ford | 29     | 1      | DNF        | 20    | 1:26,89          |
| –    | Beppe Gabbiani        | Osella-Ford     | 22     | 0      | DNF        | 22    | 1:26,85          |
| –    | Alan Jones            | Williams-Ford   | 19     | 0      | DNF        | 06    | 1:23,40          |
| –    | Andrea de Cesaris     | McLaren-Ford    | 11     | 1      | DNF        | 23    | 1:27,00          |
| –    | Nelson Piquet         | Brabham-Ford    | 10     | 0      | DNF        | 02    | 1:24,75          |
| –    | Keke Rosberg          | Fittipaldi-Ford | 10     | 0      | DNF        | 11    | 1:25,95          |
| –    | Alain Prost           | Renault         | 2      | 1      | DNF        | 12    | 1:41,44          |
| –    | Riccardo Patrese      | Arrows-Ford     | 0      | 0      | DNF        | 04    | –                |
| –    | Siegfried Stohr       | Arrows-Ford     | 0      | 0      | DNF        | 13    | –                |

## WM-Stände nach dem Rennen
Die ersten sechs des Rennens bekamen 9, 6, 4, 3, 2 bzw. 1 Punkt(e). In der Fahrerwertung wurden die besten elf Resultate, in der Konstrukteurswertung alle Resultate gewertet.

### Fahrerwertung
| Pos. | Fahrer            | Konstrukteur  | Punkte |
| ---- | ----------------- | ------------- | ------ |
| 01   | Carlos Reutemann  | Williams-Ford | 34     |
| 02   | Nelson Piquet     | Brabham-Ford  | 22     |
| 03   | Alan Jones        | Williams-Ford | 18     |
| 04   | Riccardo Patrese  | Arrows-Ford   | 10     |
| 05   | Jacques Laffite   | Ligier-Matra  | 7      |
| 06   | Elio de Angelis   | Lotus-Ford    | 5      |
| 07   | Alain Prost       | Renault       | 4      |
| 08   | Nigel Mansell     | Lotus-Ford    | 4      |
| 09   | Mario Andretti    | Alfa Romeo    | 3      |
| 10   | Gilles Villeneuve | Ferrari       | 3      |
| 11   | Héctor Rebaque    | Brabham-Ford  | 3      |
| 12   | Eddie Cheever     | Tyrrell-Ford  | 3      |
| 13   | Marc Surer        | Ensign-Ford   | 3      |
| 14   | Didier Pironi     | Ferrari       | 2      |
| 15   | René Arnoux       | Renault       | 2      |
| 16   | Patrick Tambay    | Theodore-Ford | 1      |

| Pos. | Fahrer                | Konstrukteur    | Punkte |
| ---- | --------------------- | --------------- | ------ |
| 17   | Andrea de Cesaris     | McLaren-Ford    | 1      |
| 18   | John Watson           | McLaren-Ford    | 0      |
| 19   | Chico Serra           | Fittipaldi-Ford | 0      |
| 20   | Jean-Pierre Jarier    | Ligier-Matra    | 0      |
| 21   | Bruno Giacomelli      | Alfa Romeo      | 0      |
| 22   | Keke Rosberg          | Fittipaldi-Ford | 0      |
| 23   | Siegfried Stohr       | Arrows-Ford     | 0      |
| 24   | Jan Lammers           | ATS-Ford        | 0      |
| 25   | Michele Alboreto      | Tyrrell-Ford    | 0      |
| 26   | Slim Borgudd          | ATS-Ford        | 0      |
| 27   | Ricardo Zunino        | Tyrrell-Ford    | 0      |
| 28   | Piercarlo Ghinzani    | Osella-Ford     | 0      |
| –    | Beppe Gabbiani        | Osella-Ford     | 0      |
| –    | Jean-Pierre Jabouille | Ligier-Matra    | 0      |
| –    | Eliseo Salazar        | March-Ford      | 0      |
| –    | Miguel Ángel Guerra   | Osella-Ford     | 0      |

### Konstrukteurswertung
| Pos. | Konstrukteur  | Punkte |
| ---- | ------------- | ------ |
| 01   | Williams-Ford | 52     |
| 02   | Brabham-Ford  | 25     |
| 03   | Arrows-Ford   | 10     |
| 04   | Lotus-Ford    | 9      |
| 05   | Ligier-Matra  | 7      |
| 06   | Renault       | 6      |
| 07   | Ferrari       | 5      |
| 08   | Alfa Romeo    | 3      |

| Pos. | Konstrukteur    | Punkte |
| ---- | --------------- | ------ |
| 09   | Ensign-Ford     | 3      |
| 10   | Tyrrell-Ford    | 3      |
| 11   | Theodore-Ford   | 1      |
| 12   | McLaren-Ford    | 1      |
| 13   | Fittipaldi-Ford | 0      |
| 14   | ATS-Ford        | 0      |
| 15   | Osella-Ford     | 0      |
| –    | March-Ford      | 0      |